# Synesarga caradjai
Synesarga caradjai är en fjärilsart som beskrevs av Lancelot A. Gozmany 1978. Synesarga caradjai ingår i släktet Synesarga och familjen Lecithoceridae. Inga underarter finns listade i Catalogue of Life.